# Molophilus babanus
Molophilus babanus là một loài ruồi trong họ Limoniidae. Chúng phân bố ở miền Cổ bắc.